# 안동 원천리 영모암
영모암(永慕菴)은 경상북도 안동시 녹전면 원천리에 있다. 2010년 3월 12일 안동시의 문화유산 제62호로 지정되었다.